# Doing All Right
Doing All Right – utwór znajdujący się na pierwszej płycie angielskiego zespołu Queen – Queen wydanej w 1973 roku. Jest to piosenka napisana jeszcze za czasów Smile, odkurzona i nagrana od nowa przez Queen.
Gdy Queen wszedł do studia, aby nagrać swą pierwszą płytę, nie miał dość materiału, aby zapełnić całą płytę, dlatego zdecydowano się na ponowne nagranie piosenki "Doin' Alright" i nadanie jej nowego brzmienia.
Utwór rozpoczyna łagodny wstęp fortepianowy (zagrany przez Briana) i wokal Freddiego, po czym "Doing All Right" (jak nazwę piosenki przemianowano) rozwija się w regularnego rocka, z Red Special w świetnej formie, by na koniec zmienić się w balladę. Utwór stał się ulubionym punktem koncertów pomiędzy 1970 a 1977 rokiem, z Freddiem, grającym na pianinie, w późniejszym czasie często nabierając nieco charaktery reggae.
5 lutego 1973 roku nagrana została wersja przeznaczona dla BBC, wydana na Queen at the Beeb w 1989 roku, chociaż ostatecznie wykorzystano podkład muzyczny z albumu i dograno nowy wokal. Ta wersja jest o tyle unikalna, że Roger śpiewa ostatnią zwrotkę, swoim szorstkim, nieco surowym głosem kontrastując z czystymi tonami Freddiego.
Utwór został pominięty jako kandydat na singla, jedynie jego wersja studyjna ukazała się na stronie B singla "Liar" wydanego tylko w Stanach Zjednoczonych w lutym 1974 roku.
Rozdział trzeci. W: Georg Purvis: Queen Dzieła zebrane. Warszawa: KAGRA, 2009, s. 141 - 142. ISBN 978-83-87598-37-2.